# Jussinsaari (ö i Lappland, Rovaniemi, lat 66,14, long 26,35)
Jussinsaari är en ö i Finland. Den ligger i sjön Majavajärvi och i kommunen Ranua i den ekonomiska regionen  Rovaniemi ekonomiska region  och landskapet Lappland, i den norra delen av landet, 700 km norr om huvudstaden Helsingfors. Öns area är 1,3 hektar och dess största längd är 170 meter i sydöst-nordvästlig riktning.